# سیارک ۴۰۴۱۰
سیارک ۴۰۴۱۰ (به انگلیسی: 40410 Prihoda، نامگذاری:1999RJ3) چهل هزار و چهارصد و دهمین سیارک کشف شده‌است که در ۴ سپتامبر ۱۹۹۹ کشف شد.